# Pteromalus ipsea
Pteromalus ipsea är en stekelart som beskrevs av Walker 1839. Pteromalus ipsea ingår i släktet Pteromalus och familjen puppglanssteklar. Inga underarter finns listade i Catalogue of Life.